# Chicago XI
Chicago XI je deveti studijski, skupno pa enajsti album chichaške rock zasedbe Chicago, ki je izšel leta 1977. Album zaznamuje konec nekega obdobja za skupino. Album je namreč zadnji, na katerem je sodeloval kitarist in ustanovni član skupine Terry Kath, ki je zaradi strela iz pištole, ki jo je, misleč, da ni nabita, vase usmeril in se ustrelil; je pa tudi zadnji album skupine, ki ga je produciral James William Guercio.

## Ozadje
Po informacijah spletnega portala Ultimate Classic Rock, je Chicago XI bolj nekakšna zbirka solo skladb, kot pa delo celotne skupine, kot prejšnji albumi. Peter Cetera je poskušal ponoviti uspeh skladbe »If You Leave Me Now«, ki je osvojila grammyja, s skladbo »Baby, What A Big Surprise«, ki je postala največji hit albuma in se uvrstila na 4. mesto ameriške lestvice Billboard Hot 100. To je bila edina njegova skladba na albumu in, malce netipično, edina, ki jo je odpel. Terry Kath je prispeval »Mississippi Delta City Blues«, ki jo je sicer izvajal že prej na koncertih, pri Seraphinovi »Little One« pa je prispeval glavni vokal. Seraphine je bil tudi soavtor »Take Me Back to Chicago«, ki je dosegla 63. mesto lestvice. Kath, ki je pripravljal solo album, je skladbo »Takin' It On Uptown«, pri kateri poleg njega sodelujejo le še spremljevalni pevci, morebiti predvidel kot nekakšen predogled svojega albuma. James Pankow je odpel svojo »Till The End Of Time«, Lee Loughnane pa svojo »This Time«. Robert Lamm je prispeval le dve skladbi, sočutno »Policeman« in »Vote for Me«.
Naslovnica albuma je na uradni spletni strani skupine imenovana »Regional Map«.
Album je dosegel 6. mesto ameriške lestvice Billboard 200,, na lestvici pa je ostal 20 tednov in oktobra s strani RIAA prejel platinasti certifikat. Na britansko lestvico se album ni uvrstil.
Med snemanjem albuma je dušeči umetniški nadzor dolgoletnega producenta skupine Jamesa Williama Guercia dosegel kritično točko in člani skupine so se odločili, da bodo kariero vzeli v svoje roke. Po izdaji albuma se je tako skupina ločila od Guercia. Kot se je zdelo, da bo to velika sprememba v karieri skupine, je bila manjhna v primerjavi s tragedijo, ki ji je sledila.
23. januarja 1978, nekaj mesecev po izdaji albuma Chicago XI, se je Terry Kath, ki je bil za številne »duša« skupine, med zabavo v hiši Dona Johnsona nesrečno in usodno ustrelil. Kath, ki je bil ljubitelj pištol, je poskušal pomiriti presenečenje gostov, ko je - po poročilu pijan - potegnil svojo pištolo, da bi jo očistil. Hotel je pokazati, da ni nabita in je z njo nameril v svojo glavo in pritisnil na petelina nevedoč, da je naboj v cevi. Preostali člani skupine so bili šokirani in pretreseni nad Kathovo smrtjo in so razmišljali celo o razpustitvi skupine. Po nekaj tednih žalovanja so se odločili, da bodo nadaljevali z igranjem in tako pričeli novo obdobje v zgodovini zasedbe. Za naslednji album Hot Streets so v skupino povabili kitarista in pevca Donnieja Dacusa.
Leta 2002 je bila album remasteriziran in ponovno izdan pri založbi Rhino Records z dodatnima skladbama »Regional Map« (Pankow) in »Paris« (Lamm).

## Kritični sprejem
V svoji recenziji albuma za The Sydney Morning Herald, je Christine Hogan zapisala: »Če ne bi bilo albuma Chicago X, bi ta album bil najboljši od vseh, kar so jih naredili ti nesmrtniki.« Hugh Cutler je v časopisu Evening Journal album označil kot »kritični in komercialni triumf«.

## Seznam skladb
| Stran 1 | Stran 1                        | Stran 1                       | Stran 1      | Stran 1 |
| Št.     | Naslov                         | Pisec                         | Vokal        | Dolžina |
| ------- | ------------------------------ | ----------------------------- | ------------ | ------- |
| 1.      | „Mississippi Delta City Blues‟ | Terry Kath                    | Terry Kath   | 4:39    |
| 2.      | „Baby, What a Big Surprise‟    | Peter Cetera                  | Peter Cetera | 3:04    |
| 3.      | „Till the End of Time‟         | James Pankow                  | James Pankow | 4:49    |
| 4.      | „Policeman‟                    | Robert Lamm                   | Robert Lamm  | 4:02    |
| 5.      | „Take Me Back to Chicago‟      | Danny Seraphine/Hawk Wolinski | Lamm         | 5:17    |

| Stran 2 | Stran 2                        | Stran 2            | Stran 2       | Stran 2 |
| Št.     | Naslov                         | Pisec              | Vokal         | Dolžina |
| ------- | ------------------------------ | ------------------ | ------------- | ------- |
| 6.      | „Vote for Me‟                  | Lamm               | Lamm          | 3:47    |
| 7.      | „Takin' It on Uptown‟          | Kath               | Kath          | 4:45    |
| 8.      | „This Time‟                    | Lee Loughnane      | Lee Loughnane | 4:44    |
| 9.      | „The Inner Struggles of a Man‟ | Dominic Frontiere  | instrumental  | 2:44    |
| 10.     | „Prelude (Little One)‟         | Seraphine/Wolinski | Kath          | 0:52    |
| 11.     | „Little One‟                   | Seraphine/Wolinski | Kath          | 5:40    |

## Osebje

### Chicago
- Peter Cetera – bas, glavni vokal, spremljevalni vokal
- Laudir de Oliveira – tolkala
- Terry Kath – kitara, glavni vokal, spremljevalni vokal
- Robert Lamm – klaviature, glavni vokal, spremljevalni vokal
- Lee Loughnane – trobenta, spremljevalni vokal, glavni vokal pri »This Time«
- James Pankow – trombon, glavni vokal pri »Till The End Of Time«
- Walter Parazaider – saksofon, flavta, klarinet
- Danny Seraphine – bobni

### Dodatni glasbeniki
- David "Hawk" Wolinski – klaviature pri »Take Me Back to Chicago« in »Little One«
- James William Guercio – kitara in bas pri »Baby, What a Big Surprise«
- Tim Cetera – spremljevalni vokal pri »Baby, What a Big Surprise«
- Carl Wilson – spremljevalni vokal pri »Baby, What a Big Surprise«
- Chaka Khan – spremljevalni vokal pri »Take Me Back to Chicago«
- Dominic Frontiere – orkestracija pri »Baby, What a Big Surprise«, »The Inner Struggles of a Man« in »Little One«
- The Voices of Inspiration – zbor pri »Vote for Me«

### Produkcija
- Producent: James William Guercio
- Tonski mojster: Wayne Tarnowski
- Asistent tonskega mojstra: Tom Likes
- Snemalec godal: Armin Steiner
- Audio mastering: Mike Reese
- Oblikovanje ovitka: John Berg
- Oblikovanje logotipa: Nick Fasciano
- Notranja fotografija: Reid Miles

## Lestvice
Album
| Leto | Lestvica      | Mesto |
| ---- | ------------- | ----- |
| 1977 | Billboard 200 | 6.    |

Singli
| Leto | Singel                      | Lestvica          | Mesto |
| ---- | --------------------------- | ----------------- | ----- |
| 1977 | »Baby, What a Big Surprise« | Billboard Hot 100 | 4.    |
| 1978 | »Little One«                | Billboard Hot 100 | 44.   |
| 1978 | »Take Me Back to Chicago«   | Billboard Hot 100 | 63.   |